# ポーランドのドイツに対する賠償請求
ポーランドのドイツに対する賠償請求（ポーランドのドイツにたいするばいしょうせいきゅう）は、第二次世界大戦中のドイツ占領軍が責任を負う損失や被害の補償を目的とした、21世紀におけるポーランド第三共和国のドイツ連邦政府に対する請求を指す。これらの請求はワルシャワで、右派の政治家が唱えたものである。ドイツ連邦政府はポーランドによる1953年の放棄宣言を援用し、これらの請求を却下した。

## 1945年のポツダム会談
ポーランドの新政府がオブザーバーの地位のみを有していたポツダム会談において、四つの戦勝国は1945年、ポーランドの賠償請求がソビエト連邦のそれと同じくソ連占領地域におけるデモンタージュ並びにブルガリア、フィンランド、ルーマニア、ハンガリーとオーストリアにあるドイツの在外資産によって満たされるべきことを決定した。この会談に続いてアメリカ合衆国とソ連は、ソ連占領地域で得られる賠償給付の15%をポーランドが受領することで合意する。1945年8月16日、モスクワとワルシャワの代表は配分の規定を含む条約を締結した。
ポツダム会談における合意によれば、ソ連はポーランドの管理下に置かれたオーデル・ナイセ線以東の旧ドイツ東部領土から物資を徴収しないこととされていた。しかし現実においては工場・工房・居住施設ともども全ての列車が東方へと送られた。さらにソ連は旧ドイツ東部領土の併合に伴うポーランド領拡大の代償として、ポーランドに石炭の供給を要求したが、その対価は施設解体と移送の費用も埋め合わせられないほど低いものであった。当時の相場で約30億ドルに上る、ソ連向けの賠償給付のうち、ポーランドが受領したのは同国の歴史家の記述に依れば7.5%、すなわち2億3100万ドルのみである。

## ポーランドによる1953年の放棄宣言
1953年6月17日、ドイツ民主共和国で発生した東ベルリン暴動の後、ドイツ社会主義統一党指導部とそのソ連の監督者は内々の分析を経て、工業施設のデモンタージュが経済の奇跡の最中にあるドイツ連邦共和国に対し、冷戦においてますます不利な状況に陥るほど東ドイツの経済成長を妨げているという結論に達する。こうしてソ連政府は公式に東ドイツからのさらなる賠償を放棄し、スターリン主義者ボレスワフ・ビェルトを首班とするポーランド指導層に同じことを強いた。1953年8月23日のポーランド閣僚評議会による宣言ではともかく、ドイツ民主共和国は全く名指しされておらず、｢ドイツ国民｣、つまりドイツとある。その宣言文によればドイツが｢戦争賠償の支払い義務をすでに大規模に履行して」おり、ポーランド人民共和国はそれゆえ、1954年1月1日を発効日としてさらなる支払いの受領を放棄し、「これによってドイツ問題（中略）の解決に貢献する」としている。
歴代ドイツ連邦共和国政府はそれ以降、この放棄宣言が国際法上の効力を有するという立場を堅持してきた。これに対し国民保守主義な政党、PiSが2004年以降に鑑定を依頼してきたポーランドの歴史家や国際法学者は、1953年のポーランド指導層は民主主義的に公認を得たものではない上、モスクワに左右されていたという理由で、一致してこの宣言が無効であるという見解に立っている。ドイツ側は、その立論では1945年にヨシフ・スターリンが擁立した傀儡政権が政務を執行していたため、ポーランドも旧ドイツ東部領土を併合してはいけなかったはずであると反論している。ドイツ連邦政府がナチス政権下のドイツ国政府の権利義務継承国としてその義務を自認するように、1989年以降の主権国家ポーランドも国際法上、ポーランド人民共和国の後継国家であるとしている。
さらに当時のポーランドによる賠償請求権の放棄は、｢ヨーロッパの現在の秩序にとって重要な基盤である｣と、ドイツ外務省のある広報担当者が発言している。

## 1970年のワルシャワ条約
1970年12月、ドイツ連邦共和国首相ヴィリー・ブラントとワルシャワ条約に調印するべく会談した際、ポーランドのヴワディスワフ・ゴムウカ第一書記は同国の閣僚評議会が1953年に発表したドイツに対する賠償請求権放棄宣言を確認した。しかし、ナチス政権の犠牲者に対する個別の補償問題は未解決とした。条約それ自体には、これらの点に関する記述はない。

## 1990年のドイツ最終規定条約
1989年、ベルリンの壁が崩壊してドイツ再統一の可能性が生じると、必要な国際法上の調整を1945年にドイツと交戦していた全ての国との全般的な講和会議ではなくて、より狭い2プラス4会議という枠組みの中で行う決定が下された。ポーランドは会議への参加を要求したが、ソ連とアメリカの双方から固執しないよう強く求められたため譲歩した。ドイツ連邦共和国側は、この2プラス4形式をもって新しい賠償請求を不可能にするという目的も明確に追求した。ドイツ外務省の1990年3月21日付の内部文書では、終戦から45年経過し、「平和的で信頼に満ち、成果の多い（中略）国際社会との協調の数十年、そして戦争の帰結を整理するために果たしてきた広範な弁済を経て」「賠償問題はその根拠を失った」とされている。2プラス4条約は講和条約の代わりに締結され、賠償義務を全く記述していないため、以後ドイツ連邦政府は「これによって賠償問題も最終的に解決した」という立場に取っている。
ポーランドは2プラス4会議の間、要求を唱えなかった。こうすることで統一後のドイツによるオーデル・ナイセ線の最終的な承認を危険に晒さないようにしたと推測されている。この問題は1990年11月14日のドイツ・ポーランド国境条約で国際法的かつ最終的に解決した。これに対しPiSの政治家は2004年以降、ポーランドが当事国として全く会議に参加していないため、関連する全ての合意が有効でないという見解に立っている。しかしポーランド科学アカデミーの法律の専門家までもが、当時のワルシャワの政府がかつての戦勝国と東西ドイツとの合意に異を唱えなかったことをもって、間接的に賠償請求権の放棄を確認したと考えている。

## 1991年の覚書交換
1989年から1990年にかけてポーランドが政治的転換を迎えると、ヘルムート・コールを首班とするドイツ政府は5億マルクを新たに創設されたドイツ＝ポーランド協力基金のために提供した。1991年10月16日の覚書交換に際してポーランド政府は、ポーランド市民による対独賠償請求をこれ以上支持しないと約束している。

## ドイツ・ポーランド政府による2004年の法的鑑定
シュレーズィエン同郷会の会長、ルーディ・パヴェルカの主導によって創設された、オーデル・ナイセ線一帯の不動産に対する権利証書を有効とするプロイセン信託会社の補償請求に対し、ポーランド共和国下院は2004年、ワルシャワにて保守国家主義的野党の党首、ヤロスワフ・カチンスキが提案した決議案を可決し、ポーランド統一労働者党の後を継いでマレック・ベルカ首相率いる民主左翼連合が組閣した政府がドイツに賠償を請求するよう求めた。この問題を緩和するため、ドイツ外相ヨシュカ・フィッシャーとポーランド外相ヴオジミエシュ・チモシェヴィッチは共同で法的鑑定を依頼した。執筆者はドイツの国際法学者、ヨッヘン・アブラハム・フローヴァインと同じくポーランドのヤン・バルチュである。二人の法学者は国際法に照らせば、1990年にポーランドに割譲された旧ドイツ東部領土の旧住民が失った不動産の返還や補償を請求する権利も、ポーランドが賠償を請求する権利もないという結論に到る。
しかし程なくして、ワルシャワではバルチュが人民共和国時代に秘密諜報局の諜報員であったという噂が流布された。カチンスキ率いるPiSの政治家はその後、ワルシャワの賠償請求を不可能とする鑑定書の部分は無価値であると述べた。2017年にはPiSの議員が、ポーランドに不利な2004年の鑑定書に責任を負うベルカ元首相その他の者を刑法上の罪に問うべきであると表明している。

## 2006年のポーランド外務省の宣言
2006年、国家主義的なポーランド家族同盟陣営からの質疑に対し、PiS所属の外相アンナ・フォティガはポーランド政府が1953年に対独賠償請求権を放棄したと答弁した。書面による答弁の内容は下記の通りである。
フォティガ外相はこの宣言をもって自党、PiSの数名の議員に異論を唱えた。当時の首相はPiSの党首、ヤロスワフ・カチンスキであった。

## 2017年のポーランド共和国下院による法的鑑定
2017年、政権与党PiSの会派はドイツ占領軍の責任に帰する戦時中の損害を賠償請求の根拠とするべく、ポーランド共和国下院が法的鑑定を依頼するという提案に対して過半数の賛成を得た。40ページに及ぶ鑑定書によれば、その金額は8千400億から8千500億ユーロに達する。
PiSのベアタ・シドゥウォ首相はこの鑑定書に対し、
と論評している。PiS党首カチンスキの腹心、アントニ・マチェレヴィチ国防相は、さらに
と表明した。1953年の賠償請求権放棄宣言はモスクワから強要されたものであり、無効としている。
ほぼ同時にドイツ連邦議会科学機関が、ある鑑定書で正反対の結論に達した。放棄宣言は全くもって有効であり、ポーランド政府もそれ以降、宣言を何度も確認しているという。

## 2019年のドイツ連邦議会科学機関
ポーランド共和国下院の決議案に対応し、ドイツ連邦議会科学機関はさらなる鑑定書を作成し、2019年に公表した。それはドイツ政府の姿勢を補強しており、ポーランドによる再度の請求には法的根拠がないとするものであった。それにはまとめとして
と書いてある。

## 2022年のワルシャワの要求
2022年9月1日、ポーランド侵攻の記念日にマテウシュ・モラヴィエツキ首相率いるポーランド政府が自ら依頼して作成させ発表した鑑定書は、当時のポーランドにおいてドイツが与えた損害と、現在のポーランド に与えた影響を約1.3兆ユーロと換算している。
ポーランドの歴史家でヴロツワフ大学のドイツ・ヨーロッパ研究機関、ヴィリー・ブラント・センター所長のクシシュトフ・ルフニエヴィチはPiSの議員、アルカディウシュ・ムラルチクを取り巻く鑑定書の執筆者に対し、方法論上の重大な欠陥、専門書の無視やドイツがそれまでに行った補償の黙殺があると批難している。またポーランドの法律専門家たちは、ポーランド政府がドイツを賠償に向けて告訴できる裁判所が存在しないことを指摘している。ムラルチクは2022年10月、ポーランド外務省の政務次官に任命された。
ドイツ首相オラフ・ショルツはこれらの要求を退けた。ドイツの立場によれば、この問題は国際法的かつ最終的に解決している。鑑定書の発表から2週間後、ポーランド共和国下院はある決議案でポーランド政府に、ドイツ政府との交渉においてドイツ占領軍の責任に帰する破壊と大量殺戮に対し、相応の補償を要求するよう求めた。野党、市民プラットフォームの会派は採決の前に、｢戦争賠償｣という表現の削除を一貫して主張している。ポーランド外務省は2022年10月3日、これらの要求に関する口上書をドイツ外務省に送り、両国の協定に向けた交渉を即刻開始するよう求めた。ドイツ外務省は2022年12月28日に回答し、戦争賠償と戦争による損害の補償問題は解決しており、連邦政府にこれに関する交渉を開始する意思がないことを確認している。

## これまでに提供された資金
ポーランドの犠牲者は1991年までに換算して2億2千500万ユーロの戦争賠償を受け取った。強制収容所の収監者や親衛隊による擬似医学的実験の犠牲者は1970年に換算してほぼ5億ユーロを受け取っている。
ドイツ連邦政府が出資しているワルシャワのポーランド＝ドイツ和解基金は1992年の創設からすぐに5億マルクをポーランドのナチス被害者に支払い、後にはほぼ20億マルク（約10億ユーロ）が存命の強制労働従事者に支払われている（ドイツの補償政策を参照のこと）。

## ポーランド領の西方移動を巡る論争
この論争において、ドイツ側は旧東部領土のポーランドへの割譲を戦争賠償として評価するべきであると申し立てている。しかしワルシャワでは、1945年に同様に東部領土（ガリツィアとヴォルィーニの東部、リトアニアの南部および現在のベラルーシの西部）をソ連に奪われたため、この意見は退けられている。
ところがこの反論はドイツの専門家たちに受け入れられていない。1943年のテヘラン会談で連合国が決定したポーランド領の西方移動（ソ連に併合された東部領土の補償としてドイツの東部領土を獲得すること）は、その決定に当事国が関与しなかったため国際法に反しているというのである。オーデル・ナイセ線以東のドイツ領の経済的価値がソ連に奪われたポーランドの東方領土よりも著しく高いというウィンストン・チャーチルの評価も引き合いに出されている。この点について、チャーチルはテヘラン会談において
と述べている。
戦後、ソ連側はポーランドが併合したドイツ東方領土の販売価格を96億ドルと査定した一方、ソ連に割譲されたポーランド東部領土の査定額は35億ドルに過ぎない。ポーランドのエドヴァルト・オスプカ＝モラフスキ首相は1947年、ポーランドの賠償請求はドイツ東部領土の併合をもって｢解決した｣と述べている。
1953年の放棄宣言を巡るポーランド側との交渉において、ソ連政府の代表はポーランドによるオーデル・ナイセ線一帯の併合をもってポーランドの戦争賠償請求問題は解決したと表明した。ポーランドの歴史家の記述によればソ連＝ポーランド両政府は協議において、この立場を確認している 。PiSと親密な歴史家はチャーチルとソ連側の記述を否定し、旧ポーランド東部領土の価値が旧ドイツ東方領土よりも遥かに高いとしている。
ワルシャワの政府からポーランドの賠償請求問題に対する国際社会の支持獲得を託されたアルカディウシュ・ムラルチク政務次官は2023年2月、ドイツ側が示したオーデル・ナイセ線以東の割譲に関する参考文献を｢無意味で幼稚な論証｣と述べた。